# Rozenburg en Blankenburg
De polders Rozenburg en Blankenburg vormden een waterschap in de voormalige gemeente Rozenburg, in de Nederlandse provincie Zuid-Holland. Het waterschap werd in 1972 opgeheven, verantwoordelijkheden werden aan de gemeenten Rozenburg en Rotterdam overgedragen. Het gebied werd grotendeels onderdeel van de Rotterdamse haven.
Het waterschap was in 1949 gevormd uit de polder Oud- en Nieuw-Rozenburg en Blankenburg (naamswijziging), die in het midden van de 19e eeuw was gevormd uit de Generale Dijkage van Rozenburg.
De polders Blankenburg en Rozenburg ontstonden toen rond 1600 slikplaten in de monding van de Maas bedijkt werden.